# Gemeindefreiheit
Gemeindefreiheit oder Gemeindeautonomie ist die Freiheit der in der untersten Staatsebene bzw. in einer politischen Gemeinde wohnhaften Stimmberechtigten, selbständig und unabhängig im Sinne der direkten oder der repräsentativen Demokratie über ihre eigenen Angelegenheiten bestimmen zu können.
Während in Frankreich oder Italien zentralistische Modelle bestehen, existieren in Deutschland, Österreich und der Schweiz dezentrale Gemeindeverfassungen.

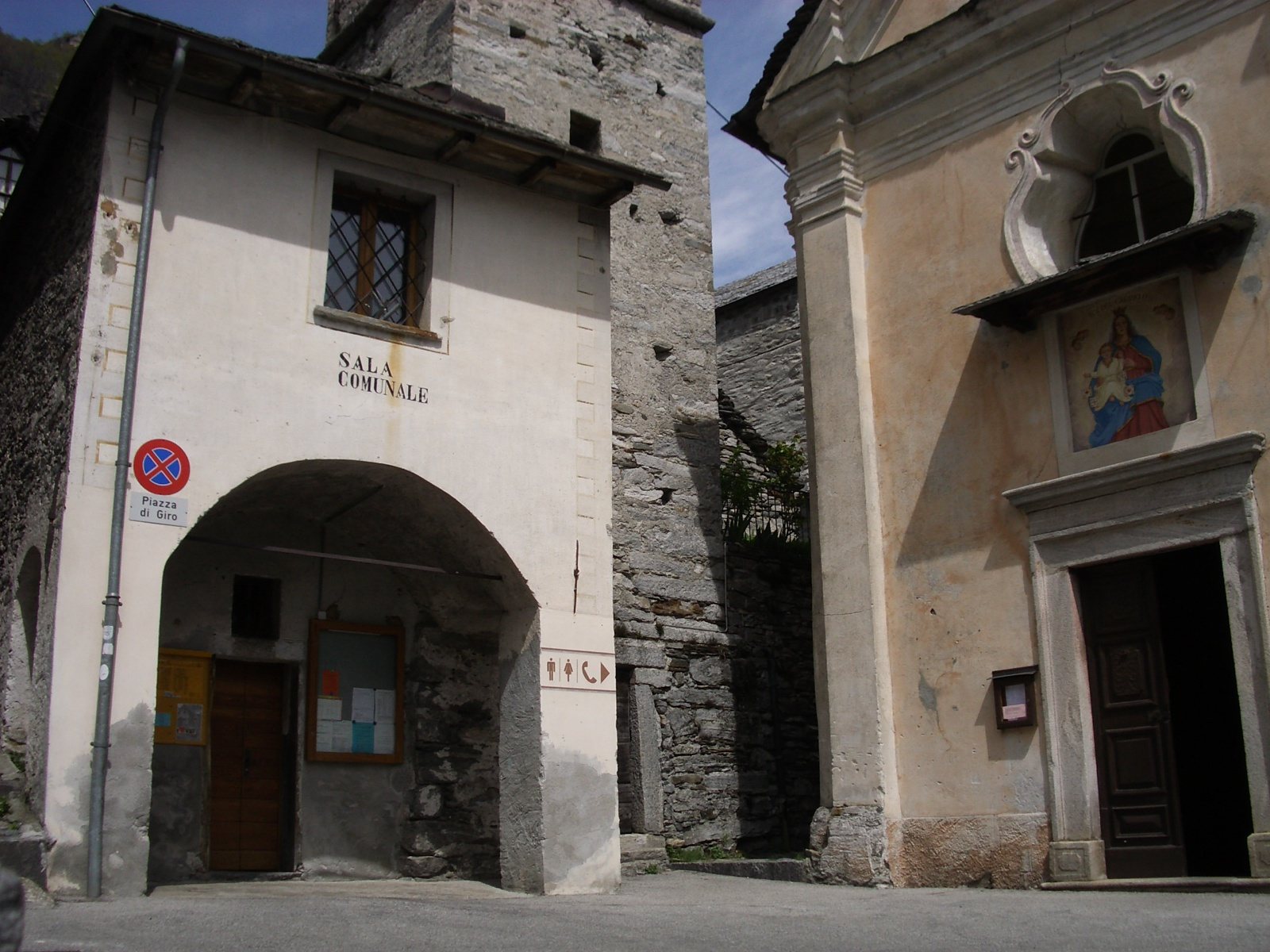
Gemeindehaus von Corippo

## Geschichte
Die ersten ländlichen Gemeinden entstanden in Europa an der Wende vom Frühmittelalter zum Hochmittelalter. Neue landwirtschaftliche Produktionstechniken (Dreifelderwirtschaft, Großviehzucht, Käseherstellung, Alpsömmerung) und Bevölkerungswachstum beeinflussten sich gegenseitig. Die Feudalherren verpachteten ihr Land an selbständig produzierende Bauernhaushalte (Auflösung der Villikationsverbände). Die Bauern legten ihre verstreuten Güterparzellen zusammen, um den Fruchtwechsel produktiver handhaben zu können. Dies führte zu einer Änderung der Siedlungsstruktur: Die Streusiedlungen wurden aufgegeben, um in Dörfern zu siedeln. Die kollektive Bewirtschaftung von Äckern, Weiden und Alpen (Allmenden) und das Zusammenleben in Dörfern führte zu neuartigen gesellschaftlichen, wirtschaftlichen und rechtlichen Änderungen. Überall in Europa versuchten die Kommunen Autonomie zu erlangen und die fremde Herrschaftsgewalt abzubauen. Das republikanische System des Kommunalismus entwickelte sich in den italienischen Städten, wie Florenz und Venedig, in den ländlichen Gegenden Süddeutschlands, aber am freiheitlichsten in den Zentralalpen (Kanton Graubünden, Schweizerische Eidgenossenschaft).

## Organe
Im Rahmen der repräsentativen Demokratie ist es üblich, dass Entscheidungen im Regelfall von gewählten Gemeinderäten getroffen werden. Die Möglichkeit zu Bürgerbegehren ist in vielen Ländern gegeben. Sie bilden dort aber nicht den Regelfall politischer Willensbildung. Auch in diesen Staaten wird Abschnitt III.2 der „Europäischen Charta der Gemeindefreiheiten“ von 1953 erfüllt, der bestimmt, dass die „allgemeinen Gesetzesvorlagen über lokale Angelegenheiten […] dem Vorentscheid einer Vertretung der Gemeinden vorgelegt werden“ müssen.
In der direkten Demokratie bildet im Rahmen der Gewaltenteilung die Gemeinde- oder Bürgerversammlung als oberstes Organ die Legislative. In größeren Gemeinden können hier die Aufgaben der Legislative durch ein Gemeindeparlament mit gewählten Volksvertretern und durch Urnenabstimmungen wahrgenommen werden. Der Gemeindeversammlung ist die Exekutive, ein Gemeinderat oder eine Gemeindevorsteherschaft unterstellt. Diese wird in direkten Wahlen gewählt. Die Gemeindeversammlung kann sowohl von der Exekutive als auch von einem Teil der stimmberechtigten Gemeindemitglieder einberufen werden.

## Aufgaben und Kompetenzen
Aufgaben, die in den Wirkungskreis der Bürger in einer politischen Gemeinde bzw. deren gewählten Vertretern gehören, sind: Oberaufsicht über die bzw. Kontrolle der Gemeindeverwaltung, Erlass und Änderung der Hauptsatzung bzw. (schweizerisch) der Gemeindeordnung, Beschlüsse über Ausgaben wie Bau von Straßen, Schulhäusern, Kindergärten und Sportanlagen, Genehmigung des Gemeindebudgets, Abnahme der Jahresrechnung, Festsetzung der Steuerhebesätze, Sozialwesen, Grundversorgung (Wasser und Strom), Sicherheit, kulturelle Tätigkeiten.
Die Rechte der Einwohner und Bürger in einer Gemeinde sind in der Hauptsatzung bzw. der Gemeindeordnung festgehalten. Sie sind im Rahmen der Gesetze der nächsthöheren Staatsebene und (in demokratischen Staaten mit einer geschriebenen Verfassung) der Verfassung gewährleistet.

## Gemeindefreiheit als Voraussetzung für eine nachhaltige Demokratie
Im Jahre 1919 hatten alle europäischen Staaten bis zur russischen Grenze demokratische Strukturen, d. h. in ihnen fanden regelmäßig freie Wahlen statt. Diese demokratischen Ansätze gingen in den meisten Staaten, die nach dem Ersten Weltkrieg erstmals eine Demokratie eingeführt hatten, zugunsten autoritärer und totalitärer Regierungssysteme wieder verloren. Die Untersuchungen von Adolf Gasser haben gezeigt, dass die Demokratie versagte, wenn es den Staaten nicht gelang, Freiheit und Ordnung in eine organische Verbindung zu bringen. Er konnte nachweisen, dass Staaten antidemokratischen Tendenzen erfolgreich widerstehen können, wenn die Bürger wirksam in den Entscheidungsprozess in den Gemeinden eingebunden sind. Staaten mit einer beim Bürger verankerten demokratischen Tradition wie die USA, Großbritannien, die skandinavischen Staaten, die Niederlande und die Schweiz widerstanden trotz Weltwirtschaftskrise und Zweitem Weltkrieg der totalitären Versuchung.
Der Historiker Peter Jósika bezeichnet die politische Gemeinde sogar als einzig legitimen Ausgangspunkt einer wahrlich demokratischen Staatsordnung. In diesem Sinne argumentiert Jósika, dass der Gemeinde, als kleinste und bürgernaheste politische Einheit, weitestgehende politische Kompetenzen eingeräumt werden sollten. Dazu zählt für Jósika vor allem auch das Recht der Bevölkerung einer Gemeinde über deren Zugehörigkeit zu einem übergeordneten politischen Gebiet, z. B. einer politischen Region, einem Bundesland oder einem Staat, jederzeit frei zu entscheiden.

## Entwicklung in Deutschland
Die historischen Wurzeln der kommunalen Selbstverwaltung liegen im nachbarschaftlichen und genossenschaftlichen Aufbau der mittelalterlichen Dorf- und Stadtgemeinden. Im Zeitalter des Absolutismus wurde diese Freiheit jedoch zurückgedrängt.
Die heutige kommunale Selbstverwaltung ist in Art. 28 Abs. 2 Grundgesetz und in den meisten Landesverfassungen durch die kommunale Selbstverwaltungsgarantie geschützt. Die Gemeinden sind für Aufgaben, die in der örtlichen Gemeinschaft wurzeln allzuständig (Universalitätsprinzip), sie haben ein Aufgabenfindungsrecht.
Ein Beschluss des deutschen Bundesverfassungsgerichts von 2014 stärkt die kommunale Selbstverwaltung, in dem es den Gemeinden das Recht auf eine Schule, die als historisch gewachsene Gemeindeaufgabe eine Angelegenheit der örtlichen Gemeinschaft sei, bestätigt hat.
Bei Gemeindeabstimmungen gibt es Quoren (Stimmbeteiligung in Prozenten der Wahlberechtigten), an denen ein Bürgerentscheid trotz Stimmenmehrheit der Wähler scheitern kann, wenn die Stimmbeteiligung unter dem Quorum liegt.

## Entwicklung in der Schweiz
Nach schweizerischem Staatsverständnis kommt der Gemeindeautonomie, analog dem Föderalismus auf Bundesebene, zentrale Bedeutung zu. Art. 50 der Bundesverfassung erwähnt seit 1999 zwar die Gemeindeautonomie, schränkt aber gleichzeitig ein, dass sie kantonalem Recht untersteht. Grundsätzlich kann also die Kantonsregierung in die Gemeindeautonomie eingreifen, wie 2005 geschehen im Fall Ausserbinn, das zu einer Gemeindefusion gezwungen wurde. Solche Eingriffe sind aber sehr kontrovers, da die Gemeindeautonomie in der Schweiz als Grundlage der direkten Demokratie empfunden wird.
Verbände wie der Schweizerische Gemeindeverband sowie kantonale Organisationen der Gemeinden vertreten die Interessen der Institution Gemeinde auf nationaler und kantonaler Ebene. Die Entwicklung von Genossenschaften in der frühen Neuzeit, bedingt durch neue, kollektive Bewirtschaftungsformen vor allem in der alpinen Landwirtschaft, bilden die Basis für die Gemeindefreiheit. Am stärksten entwickelt war die Gemeindefreiheit im Freistaat der Drei Bünde (heutiges Graubünden) des 16. Jahrhunderts, wo die sogenannten Gerichtsgemeinden eigentliche Kleinstaaten bildeten.
Der Umfang der Gemeindeautonomie hängt von der jeweiligen Kantonsverfassung und den kantonalen Gemeindegesetzen ab. Sie ist in der östlichen und zentralen (deutsch- und romanischsprachigen) Schweiz traditionell stärker ausgeprägt als in den westlichen und südlichen (französisch- und italienischsprachigen) Landesteilen. In jüngerer Zeit findet eine zunehmende Übertragung von Zuständigkeiten von den Gemeinden auf den Kanton statt, doch gibt es auch einzelne Gemeinden, die in den letzten Jahrzehnten verschiedene Aufgaben vom Kanton übernommen haben. Gründe hierfür sind die allgemein (auch auf Bundesebene) feststellbare Zentralisierung der Rechtsetzung sowie die sehr unterschiedlichen finanziellen Möglichkeiten der Gemeinden.
Das Bundesgericht hat im Jahr 2007 die Gemeindefreiheit de jure gestärkt, indem der Kanton Tessin zum ersten Mal in seiner Geschichte eine Konsultativabstimmung als verbindlich erklären musste und er bei Ablehnung einer Fusion durch eine Gemeinde (in diesem Fall die Gemeinde Cadro) künftig keine Zwangsfusion mehr verordnen darf: „Die Beschwerdeführer haben das Recht, dass die Konsultativabstimmung, die grundsätzlich die einzige Möglichkeit ist, mit der sie ihren Willen ausdrücken können, ihr Stimmrecht respektiert.“
Die Verwaltungsreformen (New Public Management) der 1990er Jahre haben die öffentlichen Dienstleistungen (Service public) anhand ökonomischer Kriterien umgestaltet. In den neuen kantonalen Gemeindegesetzen seit Ende der 1990er Jahre wird den Gemeinden eine internationale, an angelsächsische Methoden angelehnte Buchführung (IPSAS) vorgeschrieben und gleichzeitig ermöglicht, Gemeindeaufgaben in verschiedenen Formen (Private public partnership usw.) an Dritte zu übertragen. Diese Ausrichtung der Gemeinden in reine Dienstleistungsunternehmen schwächt nach Meinung von Kritikern die kommunale Selbstverwaltung und schmälert die Mitbestimmungsrechte ihrer Bürger.

## Entwicklung in Österreich
Seit dem 1. Europäischen Gemeindetag haben in Österreich die beiden Kommunalverbände, der Gemeindebund und der Städtebund, in relativ kurzer Zeit die Entwicklung der Gemeindefreiheiten erfolgreich vorangebracht. Die Bundes-Verfassungsgesetznovelle von 1962 hat sich inhaltlich sehr stark der Europäischen Charta der Gemeindefreiheiten von 1953 angenähert.

## Entwicklung in Liechtenstein
Ähnlich wie in der Schweiz und in Österreich war die Gemeindeautonomie im Fürstentum Liechtenstein einem steten Wandel unterworfen. Über Bestand, Organisation und Aufgaben der Gemeinden im eigenen und übertragenen Wirkungskreise bestimmen heutzutage die Gesetze des Fürstentums.
Im eigenen Wirkungsbereich der Gemeinden steht der liechtensteinischen Regierung und dem Verwaltungsgerichtshof lediglich eine Kontrolle der Einhaltung der einschlägigen rechtlichen Bestimmungen zu und keine Ermessenskontrolle. In bestimmten Bereichen kann eine „Zweckmäßigkeitskontrolle“ stattfinden (zum Beispiel im Bereich des Baugesetz, Art 3).
Nach Art. 4 Abs. 2 der liechtensteinischen Landesverfassung (LV) steht den einzelnen Gemeinden „das Recht zu, aus dem Staatsverband auszutreten. Über die Einleitung des Austrittsverfahrens entscheidet die Mehrheit der dort ansässigen wahlberechtigten Landesangehörigen. Die Regelung des Austrittes erfolgt durch Gesetz oder von Fall zu Fall durch einen Staatsvertrag. Im Falle einer staatsvertraglichen Regelung ist nach Abschluss der Vertragsverhandlungen in der Gemeinde eine zweite Abstimmung abzuhalten.“

## Entwicklung in den Mitgliedsstaaten des Europarats
Nach dem Zweiten Weltkrieg machten sich die europäischen Völker vertieft Gedanken zur Frage, welche Grundlagen ein demokratischer Rechtsstaat braucht. Im September 1952 fanden am Haager Kongress Verhandlungen über die Förderung der politischen Partizipation der Bürger in den Gemeinden statt. Der 1. Europäische Gemeindetag von 1953 wollte die Grundrechte der Gemeinden und ihre Freiheiten neu definieren. Er proklamierte die Europäische Charta der Gemeindefreiheiten.
1985 wurde die Europäische Charta der kommunalen Selbstverwaltung des Europarats geschaffen. Diese Konvention ist seit dem 1. September 1988 in Kraft. In Art. 3 Abs. 2 der Charta wird unmissverständlich bestimmt, dass das Recht auf kommunale Selbstverwaltung „von Räten oder Versammlungen ausgeübt [wird], deren Mitglieder aus freien, geheimen, gleichen, unmittelbaren und allgemeinen Wahlen hervorgegangen sind und die über Exekutivorgane verfügen können, die ihnen gegenüber verantwortlich sind.“ Einen Rückgriff auf „Bürgerversammlungen, Volksabstimmungen oder jede sonstige Form unmittelbarer Beteiligung der Bürger“ dürfe es nur dann geben, wenn „dies gesetzlich zulässig ist“, d. h. wenn die zuständigen Parlamente der betreffenden Mitgliedsstaaten des Europarats solche Formen der politischen Willensbildung gestatten.

## Aktuelle Gefährdungen der Gemeindefreiheit
Die Gemeindefreiheit in europäischen Staaten ist unter anderem dadurch bedroht, dass der Gesetzgeber auf nationaler oder Landes- bzw. Kantonsebene den Gemeinden Pflichtaufgaben zuweist, die deren Spielraum für die Entscheidung, freiwillige Leistungen zugunsten ihrer Bürger zu erbringen, einengen. Die Haushaltspläne der Gemeinden umfassen heutzutage zum weitaus größten Teil Ausgabeposten, die durch das übergeordnete Recht vorgegeben sind. Wenn von einer Gemeinde jedoch fast nur noch Pflichtaufgaben finanziert werden können, verkommt die Gemeindeautonomie zur Leerformel.
Die Grundfreiheiten der Europäischen Union zur Liberalisierung der Grundversorgung bergen ebenfalls das Potential einer Schwächung des autonomen Handlungsspielraums der Gemeinden in den Mitgliedsstaaten der EU in sich. Oftmals wird auch von Gemeindeverwaltungen und örtlichen Gewerbetreibenden bedauert, dass es Gemeinden aufgrund EU-weit geltender Regelungen ab einem bestimmten Investitionsvolumen nicht mehr gestattet sei, örtliche Anbieter bei Ausschreibungen zu bevorzugen. Diese Vorschrift schränke die Möglichkeiten der kommunalen Wirtschaftsförderung ein. Dieser Effekt wird dann verstärkt, wenn die Umgehungsmöglichkeit einer In-House-Vergabe dadurch verbaut wird, dass von der Kommune getragene öffentlich-rechtliche Einrichtungen privatisiert werden (müssen). Eine freihändige Vergabe von Aufträgen durch eine Gemeinde an rein private Firmen ist generell nicht nur nach deutschem Recht aufgrund von Anti-Diskriminierungs-Vorschriften nur in Ausnahmefällen möglich.